# Majkong krabożerny
Majkong krabożerny, majkong, lis krabojad (Cerdocyon thous) – gatunek drapieżnego ssaka z rodziny psowatych (Canidae). Jedyny przedstawiciel rodzaju majkong (Cerdocyon). Jest łatwy do oswojenia i hodowli, ale jego futro nie jest tak cenione jak futra innych psów.

## Występowanie i środowisko
Żyje w rzadkich lasach i na stepach Ameryki Południowej, zamieszkując w zależności od podgatunków:
- C. thous thous – południowo-wschodnia Wenezuela, Gujana i północna Brazylia.
- C. thous aquilus – północna Kolumbia i północna Wenezuela.
- C. thous azarae – północno-wschodnia i środkowa Brazylia.
- C. thous entrerianus – Boliwia, południowa Brazylia, Paragwaj, Argentyna i Urugwaj
- C. thous germanus – Kolumbia (Dystrykt Stołeczny Bogoty)

Zamieszkuje sawanny i zalesione obszary (Eisenberg, 1999) takie jak kolczaste zarośla krzewiaste, widne lasy (np. caatinga), półotwarte sawanny np. llanos (Wenezuela). Najczęściej w porze deszczowej pojawia się w wyżynnych partiach swego zasięgu, zaś podczas pory suchej przenosi się w niższe tereny (Nowak, 1999).

## Ewolucja i systematyka
Cerdocyon thous uległ ewolucji radiacyjnej na kontynencie południowoamerykańskim. Majkong wytworzył pięć podgatunków różniących się rozmiarami i kolorytem sierści (Bisbal, 1988). Takson siostrzany w stosunku do Nyctereutes.

### Etymologia
- Cerdocyon: gr. κερδω kerdō „lis”; κυων kuōn, κυνος kunos „pies”[9].
- Thous: gr. θως thōs, θωος thōos „szakal”[10].
- Carcinocyon: καρκινος karkinos „krab”[11]; κυων kuōn, κυνος kunos „pies”[12].

## Morfologia
Długość ciała 57–77,5 cm, długość ogona 22–41 cm; masa ciała 4,5–5,8 kg. Sierść krótka i gęsta. Prezentuje ubarwienie zmienne od szaro-brązowego z żółtym nalotem poprzez bardziej blade, popielato nakrapiane, aż po ciemno szare. Wzdłuż grzbietu biegnie czarna pręga, ogon ciemniejszy z czarnym nalotem na końcu. Gęsto owłosiony ogon często trzyma wyżej uniesiony.

## Tryb życia i zachowanie
Majkong tworzy monogamiczne pary, albo niewielkie grupy, które polują indywidualnie, a podczas sezonu rozrodczego parami. Zagęszczenie populacji przedstawia się następująco: jedni badacze wskazują rozmieszczenie jednego osobnika na 4 km². Berta (1982) wskazuje na zagęszczenie zmieniające się od 0,6 do 0,9 km² na jednego osobnika. Podczas pory suchej zauważono większy terytorializm, podczas pory deszczowej, kiedy jest więcej pokarmu poszczególne obszary terytorium mogą się na siebie nakładać (Nowak, 1999). Kryjówki i legowiska często są zakładane w krzakach, bądź w gęstej trawie, te nory mają kilka wejść. 

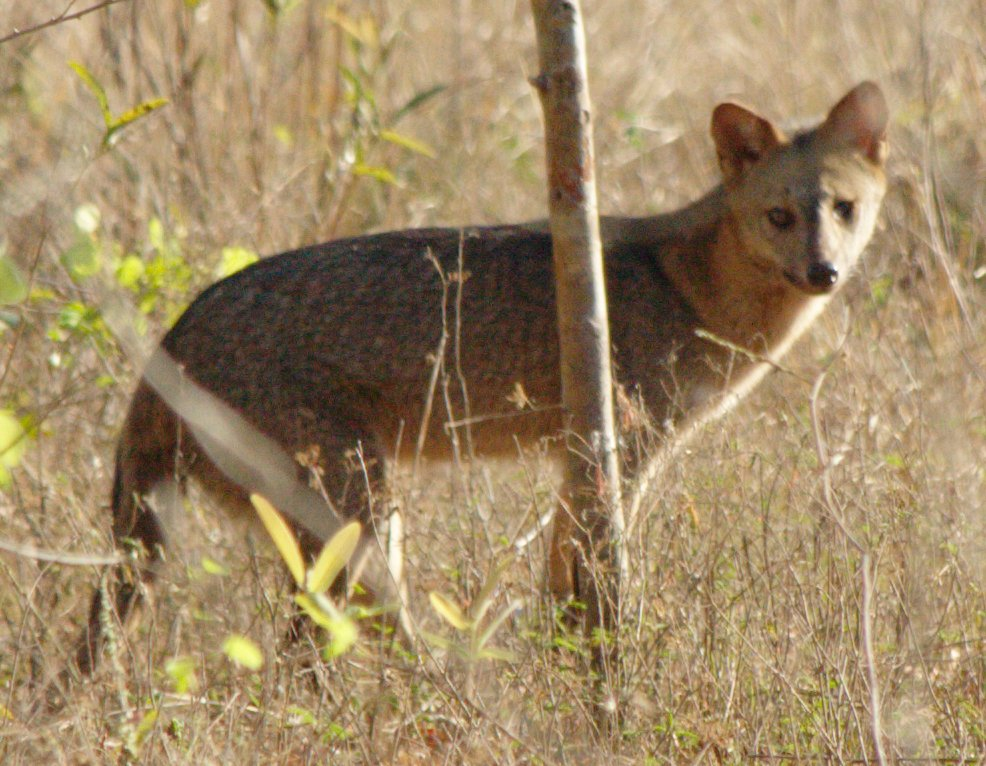
Majkong

Rozród majkonga, jako zwierzęcia tropikalnego, nie jest uzależniony od pór roku; odbywa się dwukrotnie w ciągu roku. Dojrzałość płciową majkong uzyskuje po 9 miesiącach, a jej przejawem jest terytorialne oddawanie moczu (Berta, 1982; Mendel, 1988).

## Pożywienie
Jest tzw. oportunistą pokarmowym, ponieważ żywi się rozmaitym pokarmem. Żywi się skorupiakami, owadami, jaszczurkami, krabami, padliną, owocami i jajami żółwi. Spożywany pokarm jest różnorodny i często dieta jest różna w różnych badaniach, co może sugerować sezonowość pokarmową i pokarmową zmienność geograficzną. Podczas pory deszczowej dieta zawiera więcej krabów i skorupiaków, podczas pory suchej więcej owadów (Berta, 1982). Majkong przyczynia się do regulacji gryzoni i szkodliwych owadów.

## Status zagrożenia
Gatunek jest wymieniony w załączniku II konwencji waszyngtońskiej (CITES). W Czerwonej księdze gatunków zagrożonych IUCN zwierzę jest wpisane w kategorii Least Concern, czyli „najmniejszej troski”.
Mimo że futro ma małą wartość, zwierzę często jest zabijane przez miejscowych, choć nie ma jednoznacznych dowodów, że może atakować zwierzęta gospodarskie. Gatunek obecnie nie jest chroniony, mimo to kurczenie się jego siedlisk poprzez działalność rolniczą oraz coraz większa liczba zdziczałych psów może stanowić pewne zagrożenie dla liczebności gatunku.